# Villa d'Almè
Villa d'Almè es un municipio en la Provincia de Bérgamo en la región italiana de Lombardía, localizada a 45 km al noreste de Milán y 7 km al noroeste de Bérgamo.
El 31 de diciembre de 2004 contaba con una población de 6790 habitantes y un área de 6,4 km ².

## Evolución demográfica
| Gráfica de evolución demográfica de Villa d'Almè entre 1861 y 2001 |
|                                                                    |
| Fuente ISTAT - elaboración gráfica de Wikipedia                    |